# Yuki Sakai
Yuki Sakai (坂井 優紀 Sakai Yuki?,  nacido el 10 de enero de 1989 en Chiba) es una futbolista japonesa. Juega como defensa y su equipo actual es el Omiya Ardija Ventus de la WE League. Fue internacional absoluta por la selección de Japón en la Copa de Algarve 2011, donde disputó un encuentro, contra Suecia

## Selección nacional

### Participaciones en Copas del mundo juveniles
| Copa                                           | Sede  | Resultado        |
| ---------------------------------------------- | ----- | ---------------- |
| Copa Mundial Femenina de Fútbol Sub-20 de 2008 | Chile | Cuartos de final |

## Clubes
| Club                  | País  | Año           |
| --------------------- | ----- | ------------- |
| Tasaki Perule FC      | Japón | 2007-2008     |
| INAC Kobe Leonessa    | Japón | 2009-2011     |
| Mynavi Vegalta Sendai | Japón | 2012-2020     |
| Omiya Ardija Ventus   | Japón | 2021-presente |

## Palmarés

### Títulos nacionales
| Título                | Club               | País  | Año  |
| --------------------- | ------------------ | ----- | ---- |
| Nadeshiko League      | INAC Kobe Leonessa | Japón | 2011 |
| Copa de la Emperatriz | INAC Kobe Leonessa | Japón | 2010 |
| Copa de la Emperatriz | INAC Kobe Leonessa | Japón | 2011 |